# Милутин Чолић
Милутин Чолић (Ужице, 11. септембар 1919 – Београд, 23. фебруар 2009) био је српски новинар, критичар и публициста. Педесет година био је сарадник дневног листа „Политика”. Један је од најзначајнијих српских филмских критичара и „отац“ београдског ФЕСТ-а. У његову част лист „Политика” од 2016. године додељује награду „Милутин Чолић” редитељу најбољег домаћег филма у Фестовим програмима.

## Живот и дело
Милутин Чолић је био новинар, критичар и публициста, вишедеценијски сарадник „Политике“, један од најзначајнијих српских филмских критичара и „отац“ београдског ФЕСТ-а. Рођен је 11. септембра 1919. године у Поточању, надомак Ужица где је матурирао. Почео је студије књижевности на Филозофском факултету у Београду, а одмах по избијању Другог светског рата био је илегални активиста. Немци су га ухапсили фебруара 1942. године и спровели у концентрациони логор у Норвешкој где је остао до краја рата. После ослобођења био је један од оснивача Народног позоришта у Ужицу, заменик управника, а затим и управник. Године 1949. одлази у Београд, где наставља да пише и објављује текстове, позоришне и филмске критике, као што је радио и у Ужицу.  Запошљава се у дневном листу  „Политика” 1952. године и остаје ту до пензионисања 1986. године, као позоришни, а касније искључиво филмски критичар. Писао је за часописе и дневне новине „Књижевност”, „НИН”,  „Дело”, „Филмска култура”.
Највећа заслуга Милутина Чолића је што је основао неколико фестивала, од којих је ФЕСТ најдрагоценији и најзначајнији, затим ЈУ-ФЕСТ у Аранђеловцу, а по његовој идеји је установљен и Филмски фестивал у Херцег Новом. Био је члан жирија на великим међународним филмским фестивалима у Москви, Паризу, Манхајму, Карловим Варима, Варни, у жирију критичара на филмским смотрама у Берлину, Сан Себастијану, Венецији. Написао је 13 књига и студија. У два дела направио је студију о Југословенском ратном филму, аутор је књиге портрета најзначајнијих светских редитеља, као и књиге путописа из Норвешке, Немачке и Јапана под називом "Маска смрти је цвет".  На предлог академика Станојла Рајчића, 1991. године Милутин је именован за координатора за филм и телевизију у Српској академији наука и уметности. Носилац је Партизанске споменице 1941. године, трију ратних одликовања и Ордена рада са црвеном заставом.
Био је ожењен супругом Рајном, са којом има синове Милоша и Николу, близанце рођене 1957. године. Милош је новинар, а Никола стјуард. Милош има две ћерке – Уну и Иву, а Никола има две ћерке и сина – Јелену, Мину и Стефана.
Милутин Чолић преминуо је 23. фебруара 2009. у Београду.

## Награде и признања
Носилац је награде Удружења новинара Србије (три пута), ауторске награде "Политике", награде за животно дело Савеза новинара Југославије, награде за портрет Пожаревац, више међународних награда и признања. Добитник је Вукове награде, Златног беочуга Београда, Златног пера Института за филм.
У његову част установљена је "Политикина” награда „Милутин Чолић” која се уручује редитељу најбољег домаћег филма у Фестовим програмима. Награда се додељује од 2016. године.
Године 2020. Улица кнеза Трпимира у Градској Општини Звездара мења назив у: Улица Милутина Чолића. Иницијатива је покренута у оквиру обележавања пола века ФЕСТ-а. Имајући све то на уму, група од 20 угледних грађана Ужица, поднела је још у октобру 2010. године иницијативу Градском већу да новинар, филмски и позоришни критичар Милутин Чолић добије улицу у свом родном граду.

## Одабрана дела
- Запиши то
- Чуди нашег филма
- Од поларног круга до Хирошиме
- Лицем у лице
- Филмски портрети[7]